# Mastigoteuthis glaukopsis
Mastigoteuthis glaukopsis är en bläckfiskart som beskrevs av Chun 1908. Mastigoteuthis glaukopsis ingår i släktet Mastigoteuthis och familjen Mastigoteuthidae. Inga underarter finns listade i Catalogue of Life.

## Bildgalleri

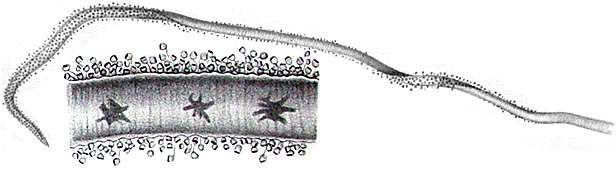
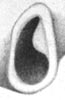